# Misery (canción de Gwen Stefani)
«Misery» es una canción interpretada por la cantante estadounidense Gwen Stefani para su tercer álbum de estudio como solista, This Is What the Truth Feels Like. Inicialmente publicada como sencillo promocional, se convirtió en el tercer y último sencillo oficial del disco el 23 de mayo de 2016, cuando fue enviada a la radio de formato hot adult contemporary en Estados Unidos. El tema fue escrito por Stefani junto a Justin Tranter, Julia Michaels, Mattias Larsson y Robin Fredriksson; estos dos últimos también estuvieron a cargo de la producción. Se trata de una composición electropop que incorpora sonidos digitales de palmadas y un ritmo de samba animado para crear una melodía de aire futurista. La letra aborda los sentimientos de una persona que ha iniciado recientemente una relación amorosa y se encuentra confundida sobre cómo interpretarla. Varios críticos relacionaron el contenido lírico con aspectos de la vida personal y sentimental de la artista, en particular con su entonces pareja, Blake Shelton.
«Misery» recibió opiniones mixtas por parte de la crítica especializada. Algunos reseñistas la destacaron como una de las canciones más «logradas» del álbum por su aparente naturalidad, mientras que otros consideraron que no estaba a la altura del material previamente lanzado por la cantante. En Estados Unidos, no logró ingresar al Billboard Hot 100, aunque debutó y alcanzó el puesto número once en la lista Bubbling Under Hot 100, que actúa como una extensión de la principal. A nivel internacional, tuvo una recepción modesta, posicionándose en los tramos inferiores de las listas en países como Australia, Francia, Escocia y el Reino Unido. El 24 de junio de 2016 se publicó un epé de remezclas con tres versiones distintas del tema, disponible para descarga digital.
Se realizaron dos videoclips para el tema. El primero, con ilustraciones dibujadas a mano, fue dirigido por Zack Sekuler. El segundo fue grabado en el antiguo edificio de pedidos por correo de Sears, Roebuck & Company, ubicado en Boyle Heights, Los Ángeles, y muestra a Stefani interpretando la canción mientras posa con distintos atuendos dentro del recinto abandonado. El video recibió comentarios positivos, en especial por los múltiples cambios de vestuario de la artista. El maquillista Gregory Arlt y el estilista Danilo obtuvieron el premio a Mejor peluquería y maquillaje en los Ibiza Music Video Awards de 2016 por su trabajo en la producción. La cantante presentó «Misery» en vivo en diversas ocasiones, tanto en programas de televisión como durante su gira This Is What the Truth Feels Like Tour ese mismo año.

## Concepto y publicación
Justo después de terminar la composición de su sencillo anterior «Make Me Like You», Stefani escribió «Misery» junto a Justin Tranter, Julia Michaels, Mattias Larsson y Robin Fredriksson. A diferencia de las sesiones de grabación de sus álbumes anteriores, el proceso creativo de esta canción fue considerablemente más breve, algo que la propia cantante atribuyó a su convicción de que «todo debería ser simple». La grabación se llevó a cabo en los estudios Wolf Cousins y Maratone, en Estocolmo, Suecia, y en los Interscope Studios de Santa Mónica, California, con Larsson y Fredriksson —del dúo Mattman & Robin— como responsables principales. También participaron Juan Carlos Torrado y Noah Passovoy en la grabación adicional, mientras que la mezcla fue realizada por Serban Ghenea en los Mixstar Studios, ubicados en Virginia Beach, Virginia.
En noviembre de 2015, Stefani anunció que «Misery» sería el segundo sencillo de su tercer álbum de estudio, This Is What the Truth Feels Like; sin embargo, finalmente se lanzó «Make Me Like You» en su lugar. Más tarde, compartió por Instagram un adelanto de diez segundos de la versión final. Interscope Records lanzó la canción en formato digital el 11 de marzo de 2016, y el 23 de mayo del mismo año fue enviada a la radio de formato hot adult contemporary como el tercer sencillo oficial del disco. El 22 de abril se publicó un epé digital que incluía tres remezclas del tema, realizadas por los DJs Lincoln Jesser, Steven Redant y Division 4 junto a Matt Consola.

## Composición y letras
«Misery» es una canción electropop con una duración de tres minutos y veintiséis segundos. Su composición animada incluye elementos de samba y una percusión marcada, lo cual llevó a Sarah Grant, de Rolling Stone, a compararla con el estilo del álbum Push and Shove de No Doubt. Dee Lockett, de Vulture, describió la canción como una mezcla de «algunos sintetizadores, una línea de bajo funky y palmadas bien ubicadas para disimular el dolor». Por su parte, Leoni Cooper, de NME, señaló que el tema posee «ritmos de disco futurista» y que refleja «los altibajos de estar atónitamente enamorado», usando la metáfora de que «el amor es tan irresistible como una droga». Nicki Gostin, del New York Daily News, cuestionó el contenido temático, señalando que «no queda claro si le canta a su exesposo Gavin Rossdale o a su nueva pareja, Blake Shelton».
Desde el punto de vista lírico, «Misery» explora los sentimientos que surgen al comenzar una nueva relación sentimental. En versos como “Hurry up, come see me / Put me out of my misery” («Apresúrate, ven a verme / Sácame de esta miseria»), Stefani expresa su dilema entre revivir el sufrimiento o entregarse al placer. En otra parte del tema, compara a su pareja con una sustancia adictiva: “You're like drugs to me / You're like drugs to me” («Eres como una droga para mí»), y le advierte que la relación incipiente empieza a ser demasiado intensa: “You're in so much trouble / Yeah, you're in so much trouble” («Estás en graves problemas / Sí, en graves problemas»). Además, le pide que la visite: “You're at the door / I'm thinking things I never thought before / Like what your love would taste like / Give me more” («Estás en la puerta / Estoy pensando cosas que nunca pensé / Como a qué sabrá tu amor / Dame más»). Sal Cinquemani, de Slant Magazine, observó que, pese al título de la canción, esta no estaba dirigida al exmarido de la cantante, Rossdale.

## Recepción

### Comentarios de la crítica
Tras su lanzamiento, «Misery» recibió una acogida entre mixta y positiva por parte de la crítica musical. Thomas Hall, de The Japan Times, describió el tema como «el tipo de himno que podría darle a Stefani el éxito con el que regrese a la escena». Cinquemani lo calificó como uno de los temas más destacados del álbum. Nicholaus James Jodlowski, de la revista Reporter, afirmó: «[…] uno se siente inmediatamente atraído por la voz de Gwen. Se escucha a la Gwen clásica, pero también una faceta nueva». En esa misma línea, Emilee Lindner, de Fuse, elogió las vocales «saltarinas» de la cantante. Daniel Kreps, de Rolling Stone, celebró la letra de la canción por ser «adictiva» y «pegajosa». Sobre ese mismo aspecto, Lucas Villa, de AXS, destacó que Stefani «continúa su racha de sólidas canciones pop al convertir letras confesionales en ganchos completamente deliciosos». Añadió además que «si esto es miseria, por favor que nos den más». No obstante, Amanda Bell, de MTV News, expresó confusión respecto al significado de la letra, considerando que no era tan «directa» como la de su sencillo anterior, «Make Me Like You».
Leah Greenblatt, de Entertainment Weekly, definió el sencillo como «una invitación disfrazada de advertencia» y valoró positivamente que estuviera listo para sonar en las pistas de baile. Un grupo de críticos de PopMatters reseñó la canción en su columna «Singles Going Steady»; según el consenso del sitio: «“Misery” no es un fracaso total, pero su efervescencia de diva pop formulista hace poco por convencer de que el panorama musical extrañaba a Stefani». Chris Conaton, del mismo medio, disfrutó del tema y de su «estribillo colosal con un gancho potente», aunque su colega Chris Ingalls fue más crítico y lamentó que no aportara nada novedoso. No obstante, Ingalls reconoció que se trataba de «una canción pop/bailable bien producida». Por su parte, Adam Kivel, de Consequence, consideró que el tema «carece de un tono o emoción identificables», aunque opinó que su sonido general resultaba «sin esfuerzo». A finales de año, Entertainment Weekly lo incluyó en el puesto 36 de su lista The 100 Best Songs of 2016.

### Desempeño comercial
Lanzada como sencillo promocional siete días antes de la publicación de This Is What the Truth Feels Like, «Misery» ingresó en el puesto número 11 del Bubbling Under Hot 100 Singles, listado que funciona como una extensión del Billboard Hot 100. También se posicionó como la cuadragésima quinta canción más descargada de la semana que finalizó el 2 de abril de 2016, dentro del componente Digital Songs. Fuera de los Estados Unidos, el sencillo obtuvo posiciones moderadas en varias listas. En Australia, debutó y alcanzó el puesto 74, siendo la tercera canción consecutiva del álbum en ingresar a ese listado. También figuró en los listados de Francia y Escocia, donde alcanzó las posiciones 127 y 72, respectivamente. Para octubre de 2016, había vendido un total de 9796 copias en el mercado francés.
Al ser anunciada como el tercer sencillo oficial del álbum en abril de 2016, fue enviada a emisoras de radio hot adult contemporary, comenzando el 23 de mayo de ese año. El tema debutó en la posición 38 del Adult Top 40 en la semana que concluyó el 2 de julio, convirtiéndose en la décima entrada de Stefani como solista en dicha lista. El 30 de julio, alcanzó su punto más alto en el puesto 34, siendo su segundo ingreso más bajo, únicamente por encima de «Luxurious». En esa semana, recibió 404 reproducciones radiales y una audiencia estimada de 1040 millones de personas en los Estados Unidos. Durante la semana siguiente, al 6 de agosto, perdió 16 puntos en la clasificación general de emisiones, aunque su audiencia aumentó a 1104 millones. Permaneció un total de seis semanas en el Adult Top 40, saliendo finalmente en la misma posición en la que debutó: número 38.

## Videoclip

### Antecedentes y desarrollo
Junto con el lanzamiento de «Misery» como sencillo promocional, se publicó un video con letra el 10 de marzo de 2016. El clip presenta ilustraciones hechas a mano por la propia Stefani, así como letras manuscritas sobre papel cuadriculado, tarjetas de índice y notas adhesivas. También incluye varias fotografías de la cantante tomadas durante una sesión para la grabación del disco. Esta versión fue dirigida por Zack Sekuler y producida por Jared Shelton. El videoclip oficial fue filmado en la primavera de 2016 en el vecindario de Boyle Heights, en Los Ángeles, California. Las grabaciones se realizaron en el edificio de pedidos por catálogo de Sears, Roebuck & Company, el cual se encuentra desocupado desde su cierre en enero de 1992. Debido a la escala del ambicioso video creado para «Make Me Like You», Stefani quiso realizar para «Misery» una producción más tradicional, que mantuviera la misma visión artística pero que se diferenciara visualmente. En una entrevista con Gary Graff para la revista Music Connection, la cantante relató el proceso creativo del rodaje:

Con «Misery» tuvimos el lujo de hacer un rodaje de dos días, lo cual es un verdadero lujo hoy en día. Y pudimos hacer lo que más amamos, que es jugar con la moda, crear imágenes bellas y sin reglas. Fue todo muy improvisado. Fuimos al viejo edificio abandonado de Sears en el centro; está todo destruido y da bastante miedo por dentro. Estuvimos allí dos días, y fue como hacer un proyecto artístico.

### Sinopsis
El videoclip comienza con Stefani de pie tras un mostrador en un almacén abandonado y tenuemente iluminado. Viste un conjunto dorado acompañado de una corona de picos, con un atuendo similar a la Estatua de la Libertad. Diversas escenas de la cantante usando un vestuario negro se entrelazan con otras tomas del video. Más adelante, aparece con un vestido translúcido de inspiración floral y una corona de flores, mientras se alternan imágenes en penumbra de su rostro junto a un trío de bailarinas de fondo. Al iniciar el primer precoro, se la muestra con un vestido negro de estilo gótico, sentada en un sofá metálico plateado, donde simula un desmayo. Durante el resto del estribillo, lleva un vestido rojo y fluido, y activa una máquina de humo que comienza a llenar el ambiente a su alrededor.
En el segundo verso, se la ve nuevamente con el vestido floral mientras asciende y desciende en un elevador dentro del almacén; en otra escena paralela, las bailarinas también utilizan el ascensor. Frente a un papel tapiz con motivos florales, Stefani aparece con un vestido rosado y esponjoso, y cae con delicadeza al suelo. En el siguiente estribillo, lleva una peluca negra estilo «bob» y baja unas escaleras con naturalidad, calzando botas de charol altas hasta los muslos. Durante el puente de la canción, aparece usando un leotardo blanco y negro, acompañado de botas plateadas altas, mientras permanece sentada en un taburete. Un caballo negro hace su aparición junto a la cantante, quien en esa escena lleva un vestido a rayas blancas y negras, y finalmente se aleja corriendo de él. En el estribillo final, Stefani monta una bicicleta a través de un estacionamiento iluminado, antes de regresar al área con la máquina de humo, donde una vez más cae al suelo. El video concluye con la pantalla fundiéndose a negro.

### Recepción
El video musical se estrenó en la cuenta de Vevo de Gwen Stefani el 31 de mayo de 2016. Ese mismo día fue distribuido en iTunes como descarga de pago en los Estados Unidos. La mayoría de los críticos elogiaron el video por presentar un entorno «glamoroso» y «de moda». May Sofi, de Bustle, clasificó los nueve atuendos usados por Stefani durante el videoclip, ubicando en primer lugar el vestido rosa de tul. Según explicó la publicación, «este adorable vestido rosa no solo es muy ponible, también está bastante a la moda. El tul rosa pálido transmite una vibra de estilo bailarina-chic, y todos sabemos cuán popular ha sido ese estilo últimamente». En la última posición quedó el conjunto floral de dos piezas, aunque el sitio reconoció que probablemente era «el más teatral de todos». Seija Rankin, de E! Online, comentó: «Contrario al título de la canción, este tema y su correspondiente videoclip no son para nada miserables; en realidad, es bastante animado». Por su parte, Madison Vain de Entertainment Weekly elogió el aspecto visual de la obra, calificándola de «hermosa» y «una experiencia de alta costura». Nate Scott, de USA Today, también aplaudió la producción y exclamó: «Dios mío, este video. ¿Quién es el director de arte? Que venga a tomar el control de mi vida y haga que todo se vea así de hermoso». Antoinette Bueno, de Entertainment Tonight, felicitó a Stefani por lograr que funcionaran sus llamativos atuendos, pese a lo difíciles que podrían parecer de llevar. Los editores de Vogue, así como la columnista Patricia Garcia, también valoraron positivamente la estética general del video. En su reseña, Garcia describió los vestuarios como «llamativos» y «extravagantes», mientras que el videoclip en su conjunto le pareció «impactante». Grant comparó la imagen de Stefani en el video con el personaje de Miss Havisham de la novela Grandes esperanzas, y afirmó que su estética se integraba con naturalidad en el catálogo visual de la cantante. En el Ibiza Music Video Festival de 2016, celebrado en la ciudad de Ibiza, el maquillista Gregory Arlt y el estilista Danilo fueron galardonados con el premio a Mejor Maquillaje y Peluquería por su trabajo en el video.

## Créditos y personal
Créditos adaptados de las notas del álbum.
Grabación
- Estudios Wolf Cousins y Maratone (Estocolmo, Suecia) e Interscope (Santa Mónica, California).

Personal
- Gwen Stefani — voz, composición
- Robin Fredriksson — composición
- Serban Ghenea — mezcla de audio
- John Hanes — ingeniero de mezcla
- Mattias Larsson — composición
- Julia Michaels — composición
- Mattman & Robin — producción
- Phil Seaford — asistente de ingeniería de mezcla
- Justin Tranter — composición

## Posicionamiento en listas
| Lista                                   | Mejor posición |
| --------------------------------------- | -------------- |
| Francia (SNEP)                          | 127            |
| Escocia (Scottish Singles Sales Chart)  | 72             |
| Estados Unidos (Bubbling Under Hot 100) | 11             |
| Estados Unidos (Adult Top 40)           | 34             |
| Estados Unidos (Digital Songs)          | 45             |